# 石炭庁
石炭庁（せきたんちょう）は、かつて日本に存在した、石炭及びその加工品の生産・配給・消費に関する業務などを取り扱った商工省の外局。長は石炭庁長官。

一時、内閣直属となり、1949年（昭和24年）に廃止。

その後、資源庁、通商産業省の外局（鉱山石炭局）を経て、1973年（昭和48年）7月25日、現在の資源エネルギー庁に統合された。

## 歴史

### 創設
第一条 石炭庁ハ商工大臣ノ管理ニ属シ石炭、亞炭、ガス及コークスノ生産及配給ニ関スル事務ヲ掌ル 
—石炭庁官制 昭和20年勅令第705号
第二次世界大戦終結後、日本のエネルギーは石炭に依存するところが多かったが、敗戦により外地を失い、内地の生産・輸送システムも空襲によって大きな打撃を受けていた。また、炭鉱で働いていた朝鮮人・中国人労働者の多くが故国に帰還し、残された日本人労働者も労働争議による経営側との対立を続けていた。
こうした状況下で、石炭増産のために国家がより積極的に関与すべきとの考えから、1945年（昭和20年）12月14日、これまでの商工省燃料局を外局に昇格させて石炭庁官制（昭和20年勅令第705号）を定め、かつ、初代長官に元運輸大臣の小日山直登を任命して発足した。

### 内閣直属
1947年1月以後は内閣直属機関となり、GHQと協力しながら労働政策や炭鉱の近代化・機械化などに取り組んだ。
1947年12月には、臨時石炭鉱業管理法が成立した。

### 商工省外局
1948年（昭和23年）5月10日に石炭庁設置法（昭和23年法律40号）が制定され、再び商工省の外局に戻った。

第一条　石炭庁は、商工大臣の管理に属し、石炭、亞炭、ガス及びコークスの生産、配給及び消費に関する事務並びに臨時石炭鉱業管理法の施行に関ずる事務を掌る。
第二条　石炭庁に、官房及び左の六局を置く。

- 亞炭局
- 配炭局
- 資材局
- 開発局
- 生產局
- 管理局

—石炭庁設置法　昭和23年
その後、1949年（昭和24年）に石炭に対する統制政策が廃止される目途が立つと、同年5月24日に石炭庁は廃止され、翌日付で資源庁に統合されてそのまま通商産業省の外局に移行された。